# Chwałowice (gromada w powiecie rybnickim)
Chwałowice – dawna gromada, czyli najmniejsza jednostka podziału terytorialnego Polskiej Rzeczypospolitej Ludowej w latach 1954–1972.
Gromady, z gromadzkimi radami narodowymi (GRN) jako organami władzy najniższego stopnia na wsi, funkcjonowały od reformy reorganizującej administrację wiejską przeprowadzonej jesienią 1954 do momentu ich zniesienia z dniem 1 stycznia 1973, tym samym wypierając organizację gminną w latach 1954–1972.
Groamda Chwałowice z siedzibą GRN w Chwałowicach (obecnie w granicach Rybnika) utworzono – jako jedną z 8759 gromad na obszarze Polski – w powiecie rybnickim w woj. stalinogrodzkim, na mocy uchwały nr 22/54 WRN w Stalinogrodzie z dnia 5 października 1954. W skład jednostki wszedł obszar zniesionej gminy Chwałowice w tymże powiecie.
13 listopada 1954 gromadę Chwałowice zniesiono w związku z nadaniem jej statusu osiedla, dla którego ustalono 27 członków osiedlowej rady narodowej
1 stycznia 1967 osiedle Chwałowice otrzymało prawa miejskie a 1 stycznia 1973 miasto włączono do Rybnika.